# Landesstraße 331
Die Landesstraße 331 liegt im nordrhein-westfälischen Rhein-Sieg-Kreis und verbindet den Stadtkern Königswinters mit der Ortschaft Uckerath in der Stadt Hennef (Sieg).

## Verlauf

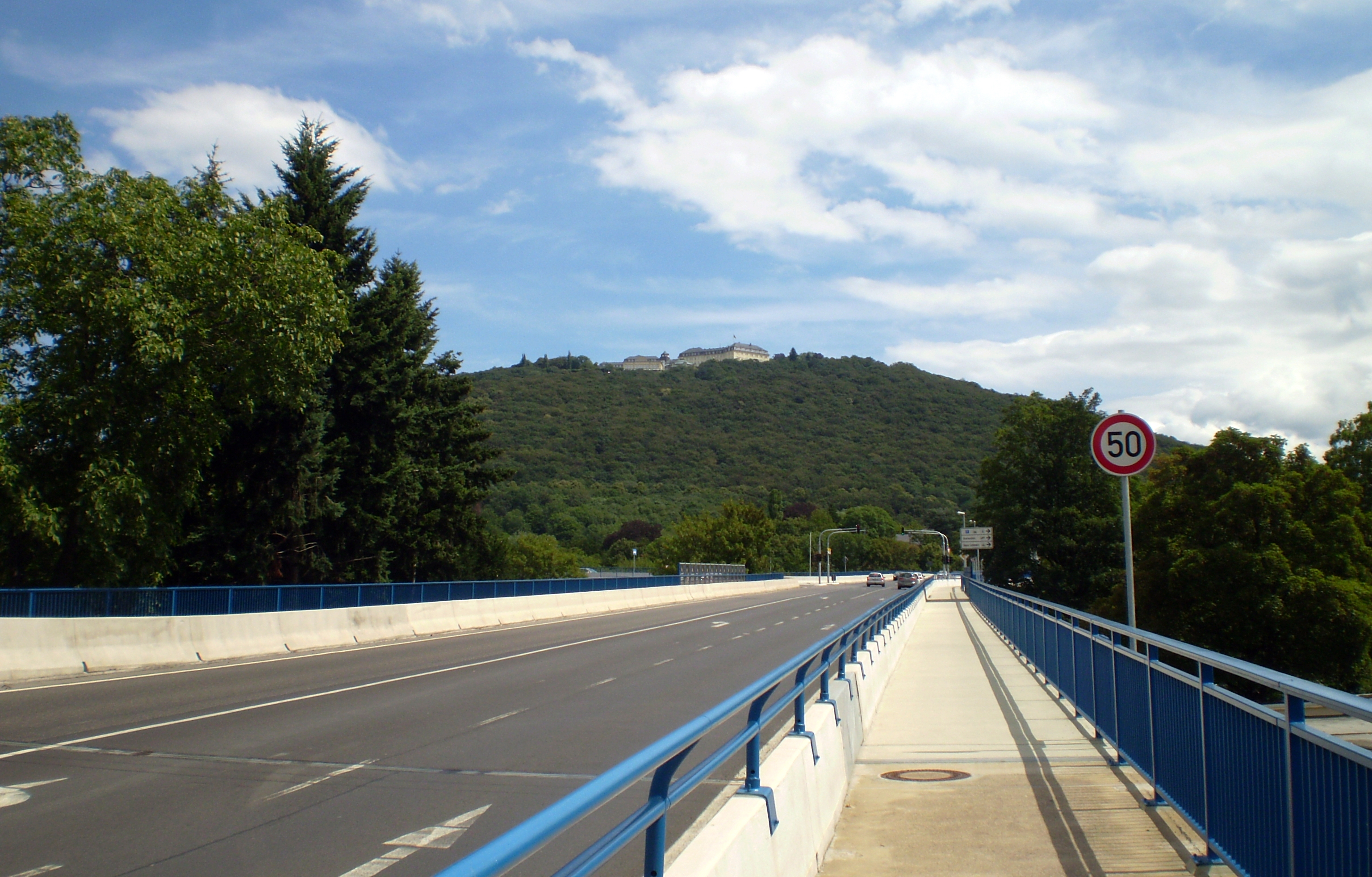
Siebengebirgsbrücke der L 331 mit Anschlussstelle zur B 42 und Blick auf Petersberg

Die L 331 beginnt als Ferdinand-Mülhens-Straße unweit des Rheins an der Kreuzung mit der Hauptstraße, die in südliche Richtung die Fußgängerzone der Altstadt aufnimmt. Auf der Siebengebirgsbrücke führt sie zunächst mit einer als Brückenbauwerk (Siebengebirgsbrücke) ausgeführten Anschlussstelle über die Schienenstrecke und die Bundesstraße 42, die das Königswinterer Tal im Norden mit der Bundesstadt Bonn und dem Flughafen Köln/Bonn und im Süden unter anderem mit Bad Honnef und Unkel verbindet. Im weiteren östlichen Verlauf führt sie ansteigend durch das Siebengebirge, teilweise im Tal des Mirbesbachs, und wird dabei auf knapp 195 m ü. NHN von einer Fußgängerbrücke („Seufzerbrücke“; erbaut 1973) überspannt. Zum Norden liegen dort der Wintermühlenhof (gegenüber das Gut Pottscheid), mit einer Abzweigung der Petersberg, der Remscheid und der Wasserfall, bis die Landesstraße auf der passartigen Margarethenhöhe mit 323 m ihren höchsten Punkt erreicht und an den Parkplätzen für die Ölberge und die Löwenburg aus dem Wald tritt. Sie führt weiter in östliche Richtung als Königswinterer Straße durch den Stadtteil Ittenbach und macht dort eine Kurve in Richtung Norden. Anschließend überquert sie mit der Anschlussstelle Siebengebirge die Autobahn A 3. Im weiteren Verlauf kreuzt sie die Landesstraße 268 und führt über den Stadtteil Oberpleis bis in das zur Stadt Hennef gehörende Uckerath.

## Bedeutung
Die Landesstraße 331 besitzt als Berg-Tal-Verbindung eine große regionale Bedeutung. Sie verbindet das Königswinterer Tal mit der dreispurigen Bundesautobahn 3. Sie wird von vielen Einwohnern der Königswinterer Stadtteile Ittenbach und Oberpleis und des Bad Honnefer Stadtbezirks Aegidienberg als Pendlerstraße genutzt. Des Weiteren besitzt sie mit der Lage inmitten des Siebengebirges mit den Bergen Petersberg, Löwenburg und Großer Ölberg eine hohe touristische Bedeutung. Auf dem Petersberg mit einzigem Zugang für KFZ über die L 331 befindet sich das historische Gästehaus des Bundes. Bei der nordrhein-westfälischen Verkehrszählung 2010 wurde für die Landesstraße 331 eine tägliche Belastung von 10.000–20.000 KFZ festgestellt.

## Geschichte

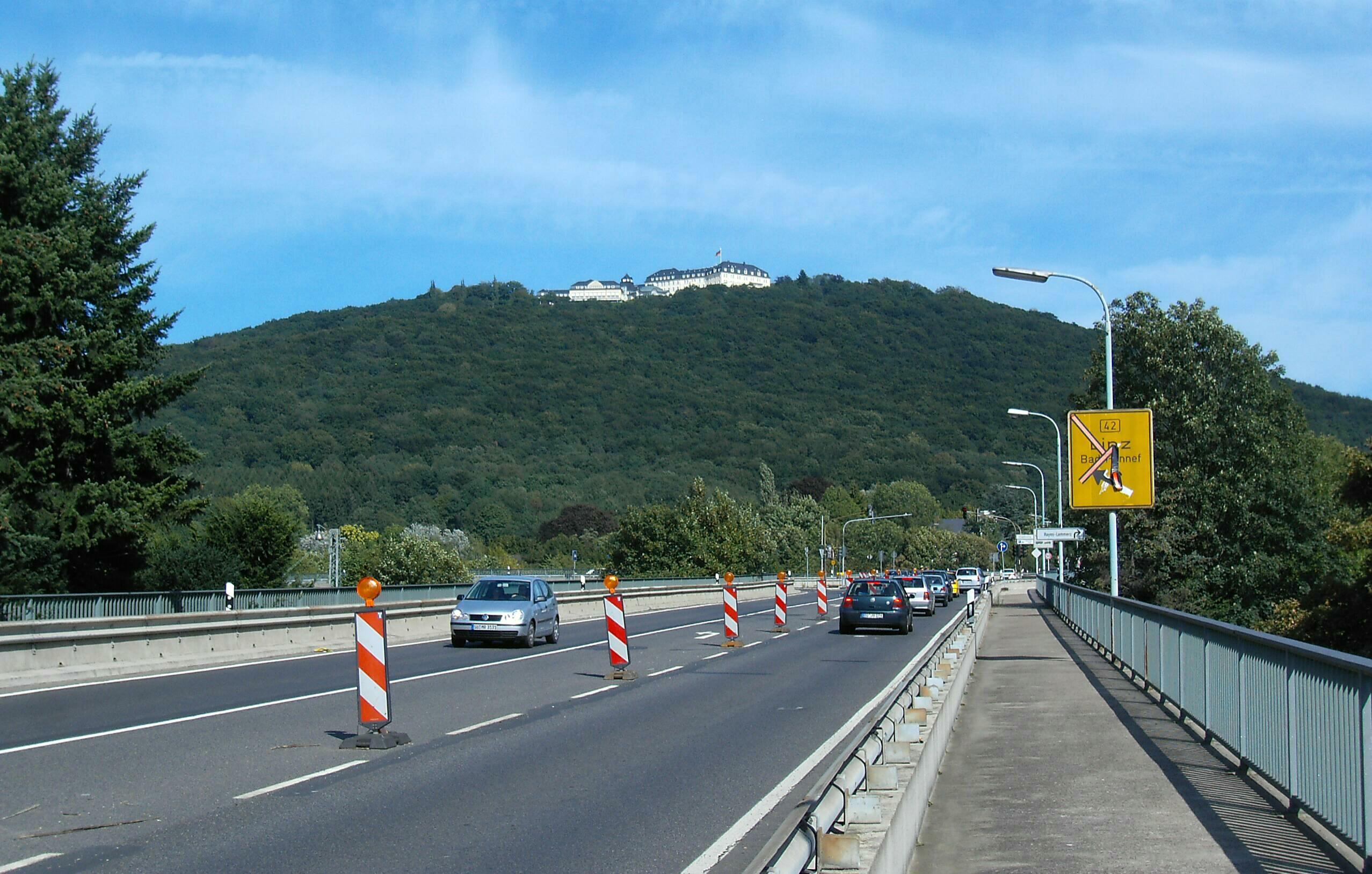
Siebengebirgsbrücke vor dem Umbau (September 2006)

Das auch als Ittenbacher Chaussee bezeichnete Teilstück der Landesstraße zwischen Königswinter und Ittenbach geht auf einen Gemeindeweg zurück, der 1862 als wenig ausgebauter Fuhrweg entstand. Er wurde von 1927 bis 1929 vom Siegkreis zur Provinzialstraße ausgebaut, nachdem die Belastung dieses Weges im Anschluss an die Eröffnung der neuen Zufahrtsstraße zum Petersberg im Mai 1927 für Fußgänger und Anwohner unerträglich wurde. Die Straßenführung änderte sich dabei entgegen ursprünglichen Planungen nur leicht, um das seit 1923 bestehende Naturschutzgebiet im Siebengebirge nicht anzutasten; die Straßenlänge wurde von 11,2 auf 9,78 Kilometer verkürzt. Für Fußgänger entstand auf der Strecke durch das Siebengebirge von der Altstadt bis zum Petersberg ein abgetrennter Fußpfad.
Beim Bau der Siebengebirgsbrücke in Königswinter 1963–65 wurde das untere Anfangsstück der Landesstraße verlegt, wobei die damalige Siebengebirgsstraße als sogenannter „Kutschenweg“ zum Drachenfels (Straße Am Lessing) teilweise erhalten blieb. Die Streckenführung wurde bei dem sich 1969/70 anschließenden Ausbau der Straße im Teilstück bis zum Wintermühlenhof weiter begradigt. Von 2008 bis 2010 fand eine Modernisierung und ein Umbau der Siebengebirgsbrücke statt. Im Sommer 2017 wurden auf dem Streckenabschnitt zwischen Königswinter und Ittenbach die Fahrbahndecke und die Entwässerungseinrichtungen erneuert.